# Сандомир
Сандоми́р (пол. Sandomierz — Сандо́меж; историческое русское название Судоми́р) — город в Польше, входит в Свентокшиское воеводство, Сандомирский повет. Имеет статус городской гмины. Население — 23 780 человек (на 2018 год).
Расположен на обоих берегах реки Вислы, чуть выше по течению от места впадения в неё реки Сан, в 180 км к юго-востоку от Варшавы. Занимает площадь 28,69 км².
Сандомир является центром римско-католической епархии, а также одним из старейших и наиболее значимых в историческом плане городов Польши. Оставаясь в стороне от индустриализации Нового времени, Сандомир сохранил дух маленького древнего города, наполненного памятниками старины.

## История
Название города происходит от древнепольского Sędomir, от Sędzi- (от глагола sądzić — «судить») и mir («мир»).
Археологические раскопки свидетельствуют, что местность в районе современного Сандомира была заселена уже во времена неолита. Как считается, город существовал с раннего средневековья, используя преимущества выгодного географического положения у слияния Сана и Вислы на пересечении важных торговых путей. Первое упоминание города относится к началу XII столетия, когда летописец Галл Аноним описывал его как один из важнейших городов Польши наряду с Краковом и Вроцлавом. В статуте (завещании) Болеслава III Кривоустого Сандомир фигурировал как столица одного из завещанных сыновьям княжеств, на которые он разделил Польшу.
На протяжении XIII столетия городу был нанесён серьёзный ущерб в ходе монгольской интервенции (1241, 1259 и 1287 годы), деревянные постройки города были полностью уничтожены. В 1260 году в Сандомире монголами вместе с 48 товарищами был замучен Садок Блаженный. В 1286 году Сандомир стараниями Лешека Чёрного, впоследствии ставшего князем Сандомирским, получил Магдебургское право.
После воссоединения польских земель в XIV столетии прежнее княжество стало именоваться Сандомирским воеводством, объединив обширные земли юго-восточной Польши. В то время Сандомир, насчитывавший около 3 тысяч жителей, был одним из наиболее крупных городов страны. В середине XIV века Сандомир был сожжён литовцами, после чего был перестроен в годы правления короля Казимира III. Сегодняшняя планировка города осталась практически неизменной с того времени.
Последовавшие триста лет, до середины XVII века, стали для Сандомира периодом расцвета: именно тогда были выстроены наиболее примечательные исторические постройки. В 1570 году здесь был заключён Сандомирский договор — одно из первых экуменических соглашений между протестантами, которые объединяли свои силы в борьбе против контрреформации. Сандомирский воевода Ежи Мнишек был организатором авантюры Лжедмитрия I, а его дочь Марина Мнишек была коронована русской царицей.
Спокойные времена закончились, когда в 1655 году город был захвачен шведами («шведский потоп»), взорвавшими замок и нанесшими существенный урон другим строениям. В последующие сто лет экономика Речи Посполитой стагнировала, что не могло не отразиться на развитии города. Большой пожар в 1757 году и первый раздел Польши в 1772 году, в результате которого Сандомир оказался на территории Австрии, ещё больше снизило его статус.

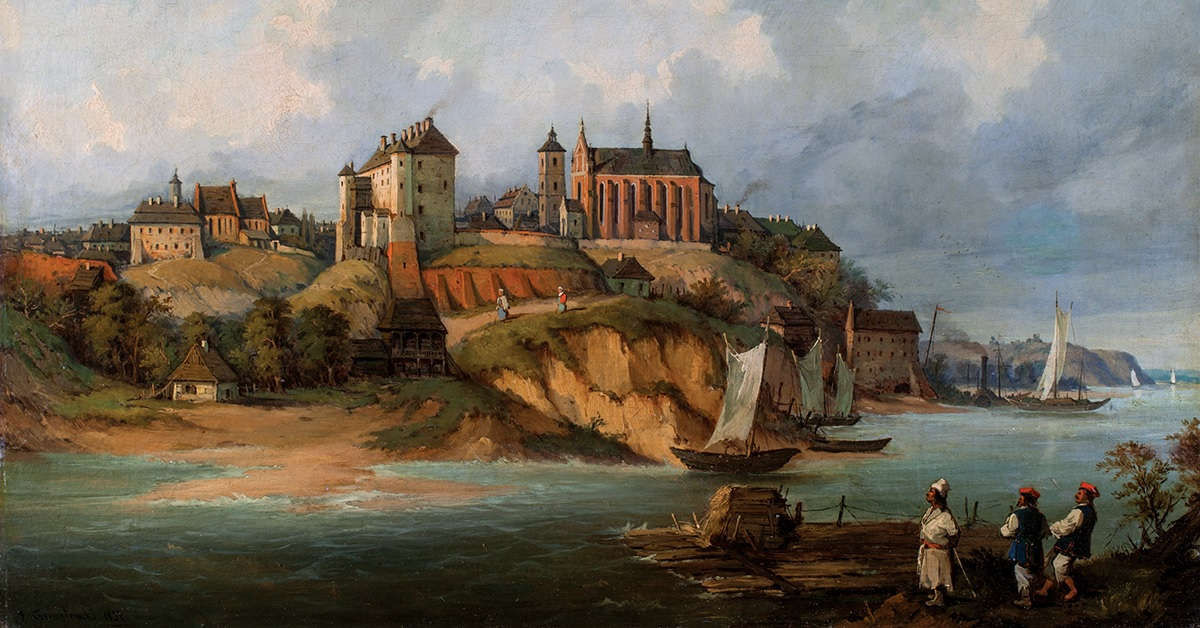
Сандомир в 1855 году

В 1809 город пострадал в ходе сражений между войсками Австрии и Варшавского герцогства в рамках Наполеоновских войн. После 1815 Сандомир, насчитывавший тогда 2640 жителей, в составе Царства Польского вошёл в состав Российской империи.
В очередной раз город подвергся разрушению во время Первой мировой войны, после окончания её вновь войдя в состав независимой Польши. В 1930-х город вошёл в проект развития Центрального индустриального региона страны, благодаря чему начал быстро расти. Предполагалось, что к 1940-м годам Сандомир превратится в столицу воеводства с населением в 120 тысяч человек.
В сентябре 1939 года город, как и остальная Польша, был оккупирован войсками Вермахта. Еврейское население города, насчитывавшее около 2500 человек, было уничтожено, по большей части в лагерях смерти Белжец и Треблинка. В результате Львовско-Сандомирской операции 18 августа 1944 года Красная Армия овладела городом. Сандомиру посчастливилось избежать военных разрушений, поэтому город ныне является важным туристическим центром.
В результате административной реформы с 1999 года Сандомир становится центром повета в Свентокшиском воеводстве.

## Экономика
Доходы городского бюджета в 2010 году составили 187,66 млн злотых (в 2009 году — 69,13 млн), расходы — 174,26 млн злотых (78,24 млн), дефицит бюджета — 13,4 млн злотых (в 2009 году — 9,12 млн).
Основные предприятия города — стекольные заводы компании Pilkington по выпуску автомобильного и флоат-стекла.

## Достопримечательности

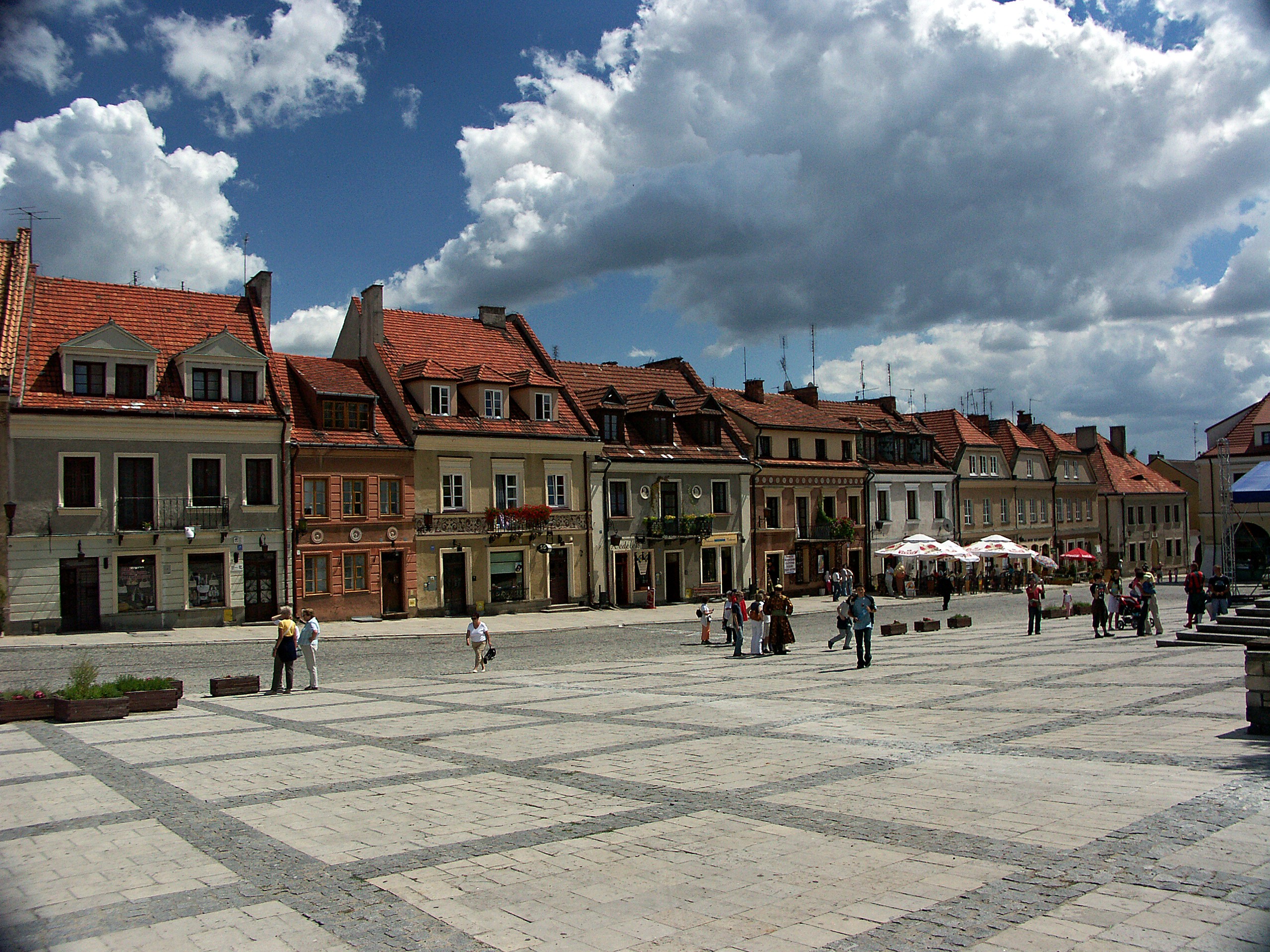
Главная площадь Сандомира
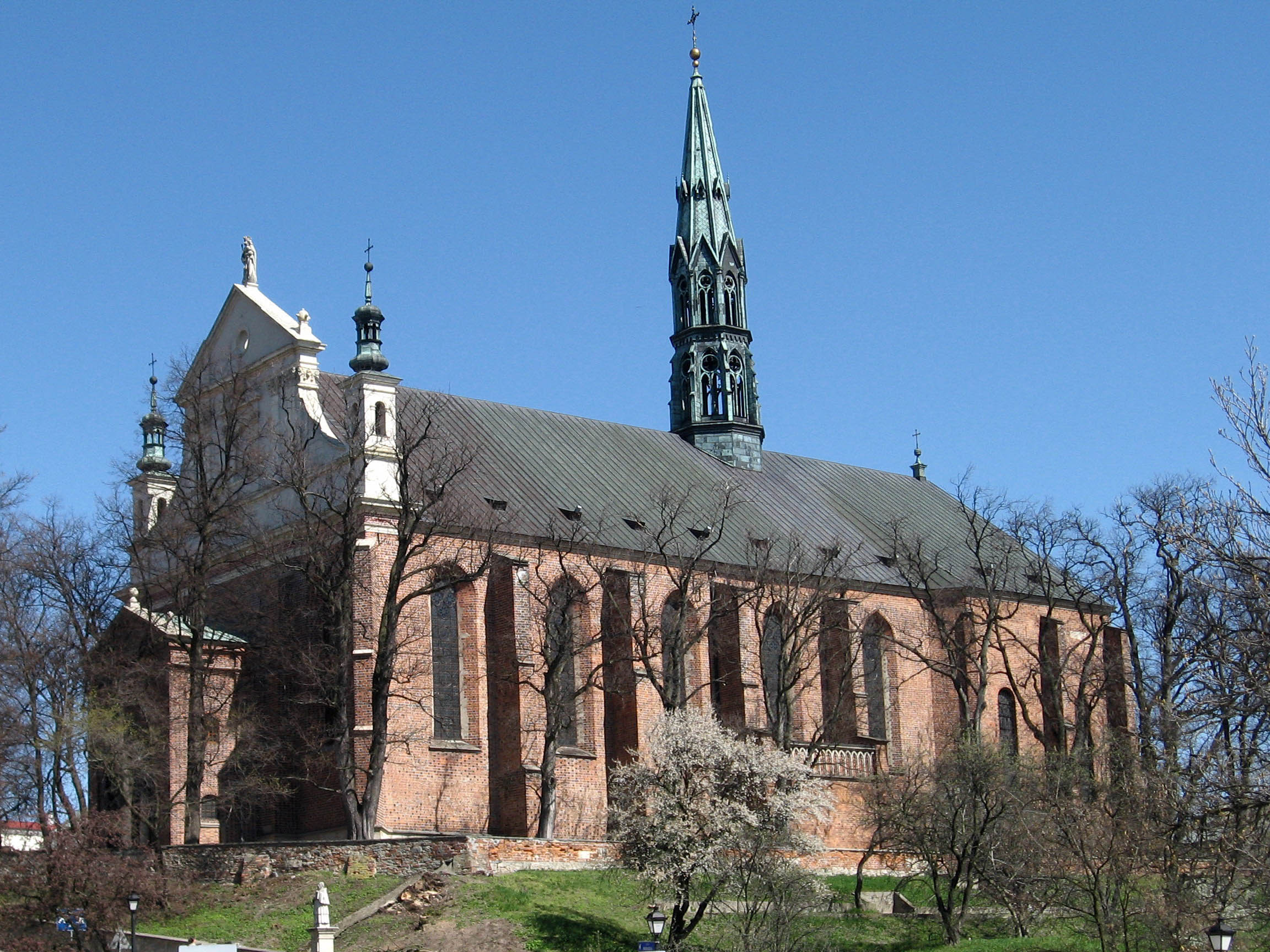
Кафедральный собор
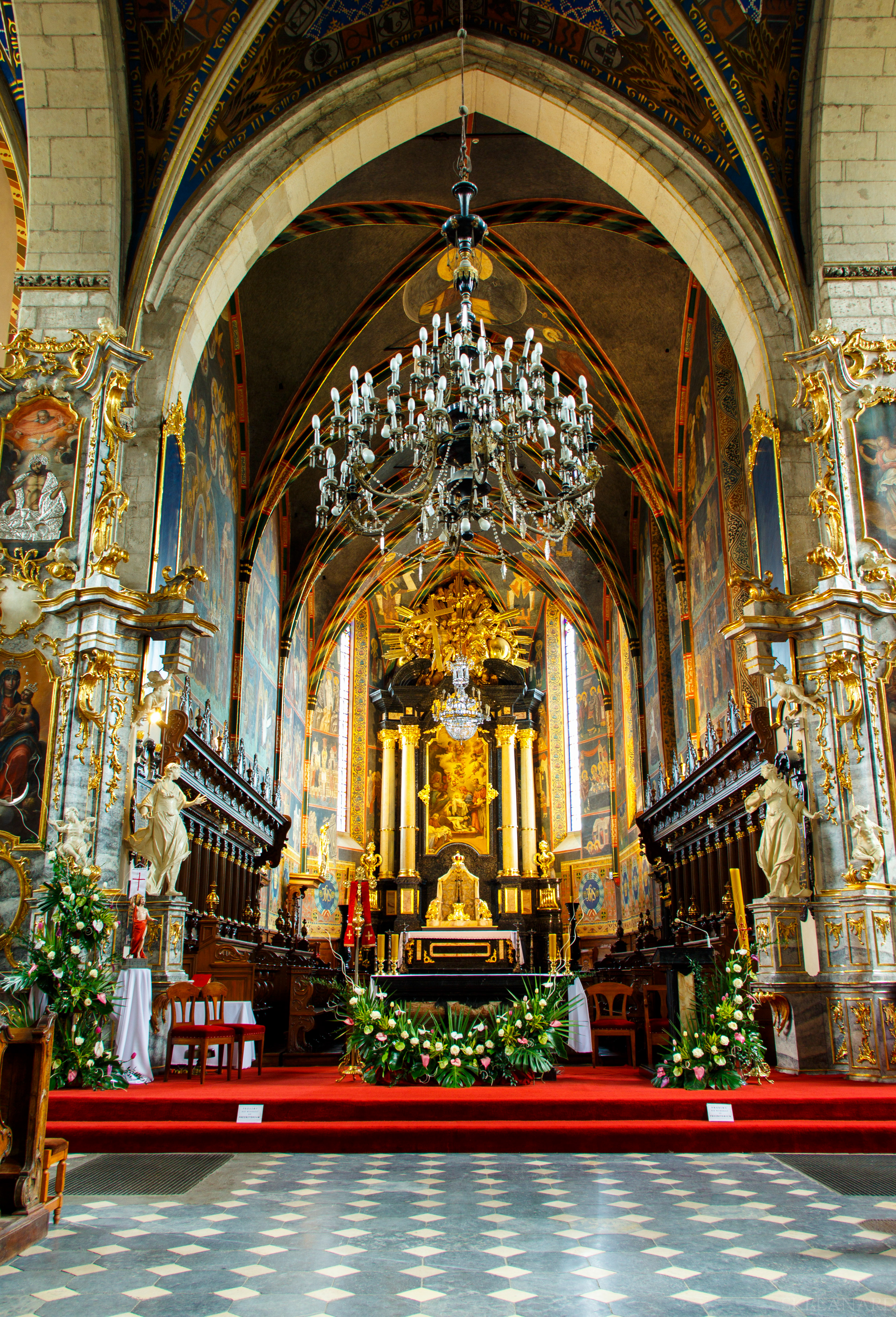
Внутри кафедрального собора
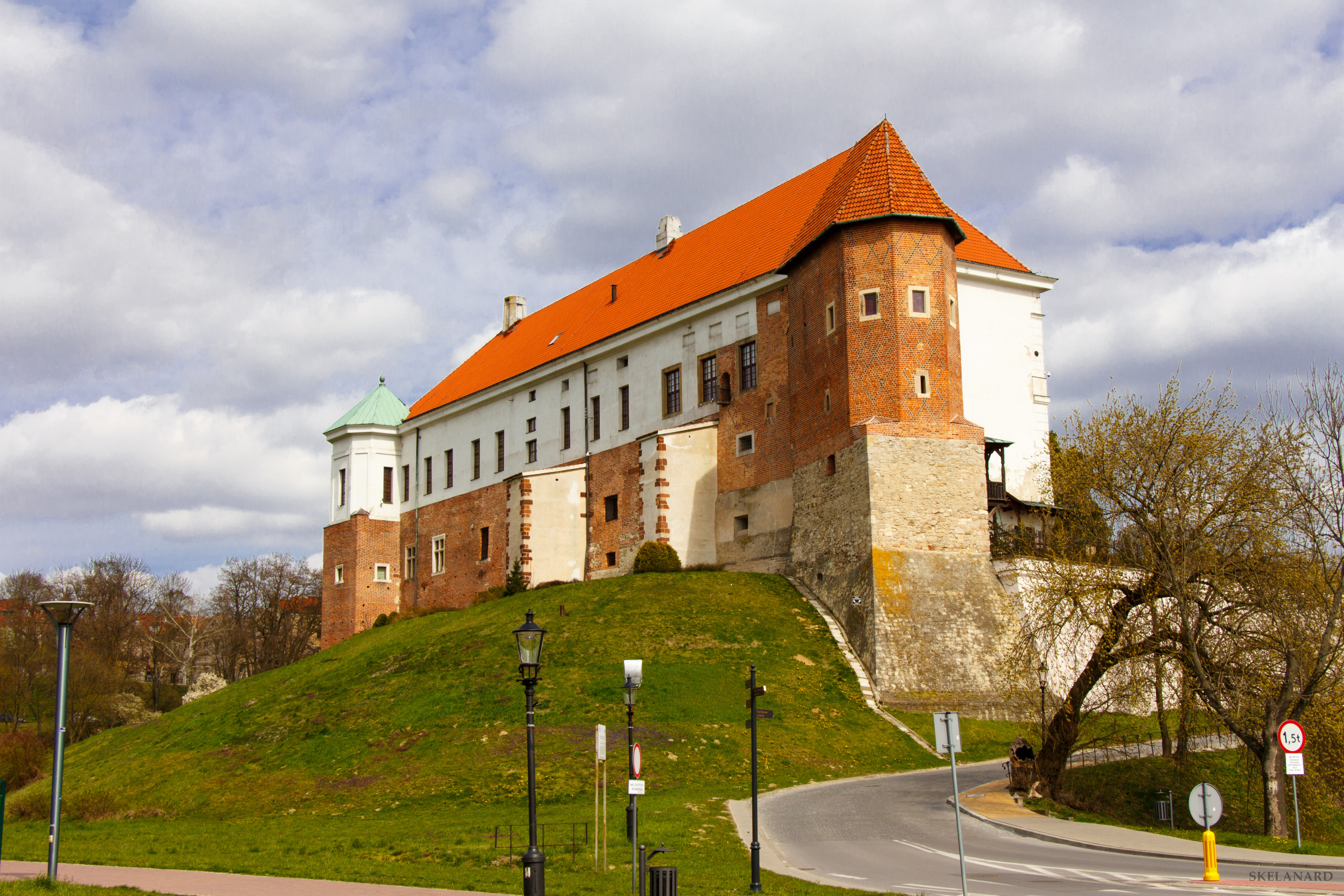
Королевский замок

- Церковь святого Иакова
- Королевский замок
- Кафедральный собор (базилика) Рождества Пресвятой Девы Марии
- Овраг святой Ядвиги
- Церковь Обращения апостола Павла

В Сандомире берёт начало Малопольский путь Святого Иакова.